# Площадь Героев (Дзержинск)
Пло́щадь Героев —  площадь Дзержинска. Расположена в Третьем кольце города.

## История
Площадь расположена в Третьем кольце города Дзержинска. Начала застраиваться в середине 1950-х годов. В 1960 году площадь была построена. Жители города стали называть эту площадь с 1965 года после открытия мемориала в честь погибших героев. Официально так называться площадь стала в 1992 году после выхода Постановления мэрии № 220.

## Мемориал в честь погибших героев
Открыт памятник 9 мая 1965 года в честь 20-летия Великой Победы СССР над фашистской Германией. Заслуга создания мемориала принадлежала Василию Клюквину. Располагается на площади Героев, на пересечении бульвара Мира и проспекта Ленина. Архитекторы: В. В. Воронков, Г. Ю. Пасютинский, С. А. Сахарнов.